# Alessandro Giannessi
Alessandro Giannessi (La Spezia, 30 de maio de 1990) é um tenista profissional italiano.
Encerrou o ano de 2011 como o número 135 do mundo.